# Jundallah (Iran)
Jundallah (Arabisch: جندالله, soldaten van god) is een paramilitaire organisatie die actief is in Iran. Ze willen gelijke rechten voor de soennitische minderheid in Iran. Ze worden door de VS en Iran beschouwd als een terroristische organisatie.

## Doel
Volgens sommige media willen ze zich afsplitsen van Iran, maar zelf ontkennen ze dit en zeggen enkel gelijke rechten voor soennieten c.q. Beloetsjen te willen.
Ze zijn niet afkerig tegenover geweld, maar claimen open te staan voor overleg.

## Geschiedenis
De beweging is opgericht in 2003 en vindt haar thuisbasis in Beloetsjistan. De beweging maakt gebruik van aanslagen, ontvoeringen, zelfmoordaanslagen en andere illegale activiteiten waardoor ook de VS de beweging in 2010 op de terreurlijst plaatsten.
De beweging zelf kan rekenen op een duizend tot tweeduizend mensen en heeft sinds 2003 al veel aanslagen uitgevoerd.
- 2005: mislukte aanslag op de Iraanse president Ahmadinejad[5]
- 2006: hinderlaag in Tasooki waarbij 21 burgers om het leven komen[6]
- 2007: bomaanslag in Zahedan op de Iraanse Revolutionaire Garde waarbij 18 mensen omkomen
- 2008: aanslag in Saravan waarbij vier mensen om het leven komen[7]
- 2009: aanslag op Moskee in Zahedan en later in het jaar op de revolutionaire garde waarbij 42 mensen omkomen.[8]
- 2010: in februari wordt de leider van Jundallah, Abdolmalek Rigi, gearresteerd en later op het jaar geëxecuteerd. De arrestatie is een klap voor de beweging.[9] Later op het jaar volgt een aanslag op een sjiitische moskee in Iran waarbij 38 omkomen.[10]